# Џастин Џексон
Џастин Арон Џексон (енгл. Justin Aaron Jackson; Хјустон, Тексас, 28. март 1995) амерички је кошаркаш. Игра на позицији крила, а тренутно је без ангажмана.

## Каријера

### Колеџ
Џексон је од 2014. до 2017. године похађао Универзитет Северне Каролине у Чапел Хилу. У дресу Норт Керолајна тар хилса уписао је 118 наступа, а просечно је по мечу бележио 14 поена, 4,1 скокова и 2,6 асистенција. За учинак у сезони 2016/17. награђен је признањем за играча године ACC конференције, али и местом у првој постави идеалног тима NCAA.

### Сакраменто кингси (2017—2019)
На НБА драфту 2017. године Портланд трејлблејзерси су одабрали Џексона као 15. пика, али је већ претходно било договорено да он буде трејдован Сакраменто кингсима. Џексон је за Кингсе играо до 6. фебруара 2019. године. У лигашком делу укупно је одиграо 120 утакмица, постигао 799 поена, ухватио 333 скока, проследио 142 асистенције и освојио 51 лопту. Током сезоне 2017/18. одиграо је и шест мечева у НБА развојној лиги за Рино бигхорнсе, тадашњу филијалу Кингса.

### Далас маверикси (2019—2020)
Дана 6. фебруара 2019. године дошло је до размене између Сакраменто кингса и Далас маверикса. Кингси су тада добили Харисона Барнса, а Мавериксима су заузврат проследили Џексона и Зака Рандолфа.

## Успеси

### Клупски
- Милвоки бакси:
  - НБА (1): 2020/21.